# Нурмухаметов, Ринат Хайевич
Рина́т Ха́йевич Нурмухаме́тов (род. 6 августа 1961) — советский футболист, нападающий, полузащитник.

## Карьера
В 1979—1982 годах играл за дубль «Пахтакора», в 1980 году провёл два матча в чемпионате СССР — против «Карпат» (0:1) и московского «Динамо» (1:4). В 1982—1983 годах выступал за «Ёшлик». 1985 год провёл в джизакской «Звезде». Следующие шесть сезонов защищал цвета клуба «Касансаец», за который в 210 играх забил 100 голов. В 1992 году перешёл в «Сахалин». В 1993 году подписал контракт с «Аралом», где завершил карьеру.
Позже — тренер в ДЮСШ «Олимп» города Чусовой Пермского края России.

## Достижения
- Серебряный призёр 7-й зоны Второй лиги: 1988